# Шведский Маузер
«Шведский маузер» — это серия винтовок с продольно-скользящим затвором, основанных на улучшенном варианте более ранней модели Маузера 1893 года, но использующих шведский патрон 6,5×55 мм и включающих уникальные элементы дизайна по заказу Швеции. Серия включает в себя карабин m/94 (модель 1894), длинная винтовка m/96 (модель 1896), короткая винтовка m/38 (модель 1938) и снайперская винтовка m/41 (модель 1941). Производство началось в 1898 году на заводе Carl Gustafs stads Gevärsfaktori в Эскильстуне, Швеция.

## Маузер модель 1894 Карабин
Принят на вооружение в 1899 году. В Швеции производство началось в 1900 году.
Состоял на службе с 1894 по 1940-е.

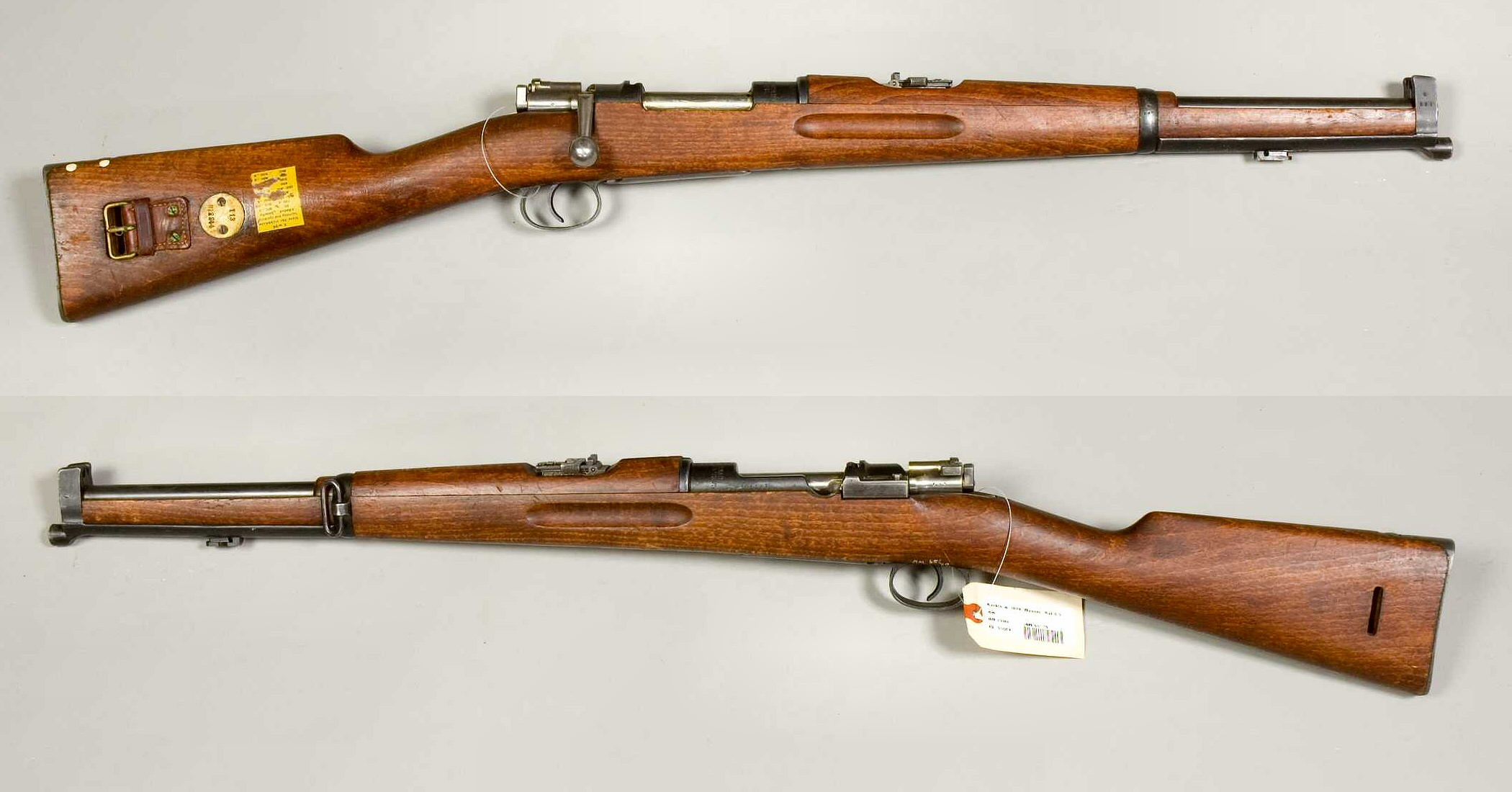
Маузер Карабин 1894.

В 1950-х стали  использывать для вооружения резервистов и как охотничее ружье. Недостатком данного карабина было то что ствол быстро перегривался при интенсивном ведении огня.

## Маузер m/41 (Снайперская)

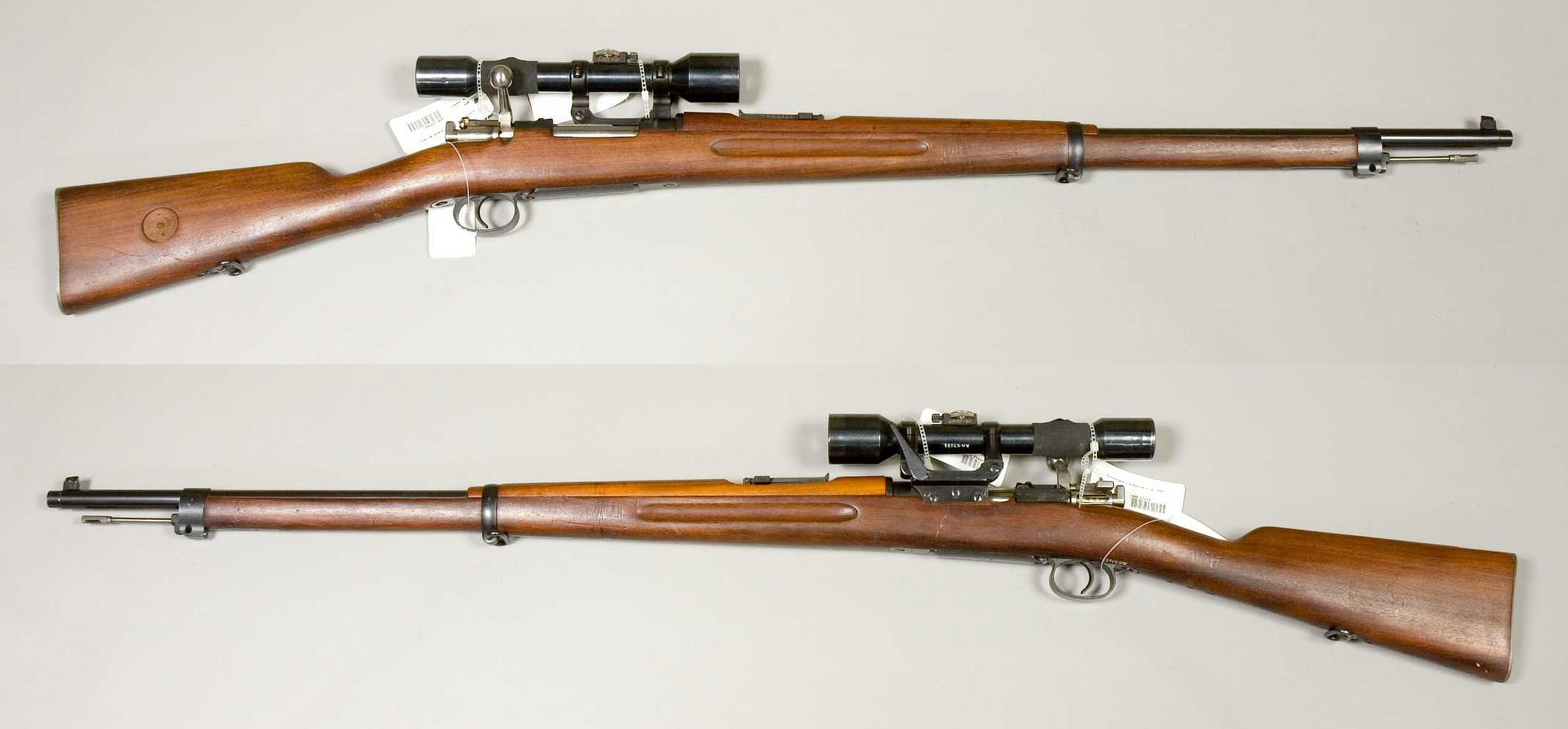
Mаузер m/41 снайперский обр.1941 года.

Усовершенствованый образец 1896 года. Сбоку имелось приспособление для крепления снайперского прицела. Винтовка была штатной для шведских снайперов.
Винтовка себя хорошо зарекомендовала и оставалась на вооружении до 1960-х. На замену был принят снайперский вариант винтовки AK-4 что была шведской копией немецкой винтовки HK G3.